# Shinobi 3: Hidden Techniques
Série
Shinobi 2: Runaway
(2002) Shinobi 4: A Way Out
(2003)
Pour plus de détails, voir Fiche technique et Distribution.
Shinobi 3: Hidden Techniques est un film japonais réalisé par Kenji Tanigaki, sorti en 2002.

## Synopsis
Pourchassés, Kageru et Aoi ont réussi à s'échapper des griffes puissantes de Shuuzan et de ses hommes, ainsi que de la rage de vengeance de Jinsei, le meurtrier Shinobi. Mais leurs problèmes sont loin d'être finis. Si Kageru et Aoi veulent avoir l'espoir de survivre, ils doivent sortir de Iga. Mais entre eux et la frontière se trouve une barricade composée d'amis et d'ennemis, et ils ne peuvent faire confiance à personne...

## Fiche technique
- Titre : Shinobi 3: Hidden Techniques
- Réalisation : Kenji Tanigaki
- Scénario : Seiji Chiba
- Production : Yoshiyuki Maejima et Seiji Chiba
- Musique : Kouji Maebashi
- Photographie : Naoto Muraishi
- Montage : Inconnu
- Pays d'origine : Japon
- Format : Couleurs - 1,78:1 - Stéréo - 35 mm
- Genre : Action
- Durée : 72 minutes
- Date de sortie : 2002 (Japon)

## Distribution
- Kenji Matsuda : Kageru
- Maju Ozawa : Aoi
- Houka Kinoshita
- Taro Itsumi
- Yamato Mikami
- Junichi Kawamoto
- Takao Miyashita
- Yuuichirou Arai
- Kenta Murayama
- Asuka Shimizu
- Daijirou Tsuruoka

## Autour du film
- La série compte quatre opus à ce jour, tous réalisés par Kenji Tanigaki. The Law of Shinobi, Runaway, Hidden Techniques et A Way Out.
- En plus de sa carrière de réalisateur, le cinéaste a également effectué des cascades sur des films tels que Mortal Kombat 2, The Princess Blade ou Blade II.